# 約限語言
約限語言（又作約限自然語，英語：、受控自然語言）意指為了更簡單方便使用，或使非母語人士更容易上手而進行某種程度語式轉換的自然語言，多來自英語。
- 基本英语
- E-Prime
- 全球语
- 白話英語
- 簡化英語（英语：Simplified English）
- 慢速英语

## 外部連結
- Controlled Natural Languages （页面存档备份，存于）